# Frank Trojahn

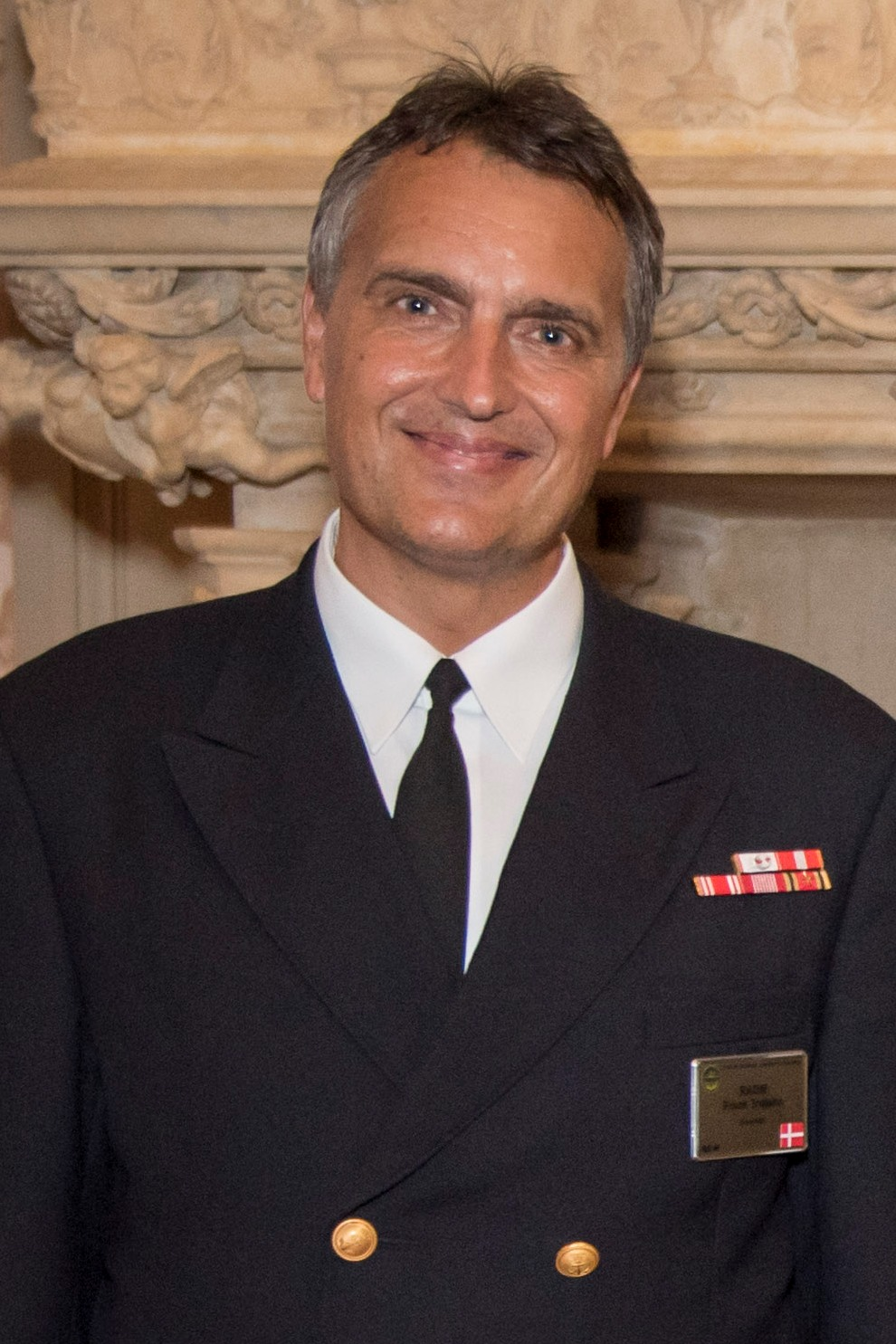
Frank Trojahn (2016)

Frank Trojahn (* 20. August 1963 in Sønderborg) ist ein dänischer Offizier, aktuell Konteradmiral, und seit 2013 der Befehlshaber der dänischen Marine.

## Laufbahn
Frank Trojahn trat 1983 in die dänische Marine ein und absolvierte bis 1986 den Offizierlehrgang an der Søværnets Officersskole in Kopenhagen. Danach wurde er in verschiedenen Verwendungen auf Minenlegern eingesetzt, von 1992 bis 1995 als Kommandant.
Danach wechselte er in den Stab des Befehlshabers als Referent für die Minenleger-Verbände Dänemarks und von 1999 bis 2002 ins Verteidigungsministerium. Von 2002 bis 2005 war Trojahn als Militärattaché an der dänischen Botschaft in Berlin akkreditiert und Verbindungsoffizier Dänemarks zum Einsatzführungskommando in Potsdam. Für seinen Generalstabs-/Admiralstabslehrgang war Trojahn bereits von 1997 bis 1999 an die Führungsakademie der Bundeswehr nach Hamburg kommandiert worden. 1999 wurde er für seine Lehrgangsarbeit mit der Ehrenurkunde General Carl von Clausewitz der Clausewitz-Gesellschaft ausgezeichnet.
Von 2007 bis 2008 kommandierte Trojahn die Absalon, ein Kommando- und Unterstützungsschiff, und wechselte 2010 ins Verteidigungskommando.

## Privates
Trojahn ist verheiratet und hat zwei erwachsene Töchter.